# Inventarisation
Inventarisation (auch Inventarisierung, abgeleitet von Inventar) ist eine Bestandsaufnahme von Objekten in Hinsicht auf bestimmte Merkmale. Der Begriff wird vor allem in der Kunstwissenschaft verwendet. In der Denkmalpflege werden dazu Kulturdenkmale zu Dokumentationszwecken in Denkmallisten verzeichnet. Dies geschieht auf Grundlage der Denkmalschutzgesetze eines Landes und wird von den zuständigen Denkmalämtern durchgeführt.
Im Handelsrecht wird die Inventarisation als Inventur bezeichnet.
In der Informationstechnologie spricht man von Inventarisierung von Software oder Hardware, siehe Softwareverteilung und Lizenzmanagement.

## Kunstwissenschaft
In der Kunstwissenschaft, die in hohem Maße komparativ arbeitet, ist es erforderlich, als Vergleichsgrundlage bestimmte Objekte, in der Regel  Kulturdenkmäler, im Wege einer Analyse in einem beschreibenden Verzeichnis zusammenzustellen. Wenn dieses Verzeichnis publiziert wird, erhält es entsprechend zum Rechtsbegriff des Nachlassinventars die Bezeichnung Inventar. Viele Verzeichnisse, die auf Grund einer Inventarisation heraus veröffentlicht wurden, tragen zwar nicht diesen Namen, gehören aber gleichwohl zu dieser Klasse. Sie beginnen oft mit der Bezeichnung der erfassten Objekte, z. B. die Inschriften von …, die Glocken der …
Die Klassifizierung der aufzunehmenden Objekte wird auf Grund bestimmter wissenschaftlicher Merkmale und in aller Regel unter topografischen Beschränkungen getroffen.
Sonderformen der kunstwissenschaftlichen Inventarisation sind die Inventarisationen in Denkmalschutz und Denkmalpflege sowie im Museum.

## Denkmalschutz und Denkmalpflege
Im Rahmen von Denkmalschutz und Denkmalpflege werden Denkmäler geprüft und erfasst. Da es praktisch nicht möglich ist, auch nur alle vorhandenen Bauwerke systematisch auf ihren Denkmalwert zu überprüfen, so erfolgt die Erfassung auf Grund einer topografischen Auswahl. Ausgangspunkt ist ein historisch bestimmter Ort, der z. B. eine Siedlung, ein Dorf, eine Stadt, aber auch eine Hofgruppe usw. sein kann. Bei den im Wege von Verwaltungsreformen immer wieder entstehenden Zusammenschlüssen von Gemeinden kommen auch Ortsteile in Betracht, wenn sie in bestimmten Zeiträumen eine eigene Geschichte aufweisen.
Die Erfassung eines Objektes als Denkmal ist das Ergebnis der Entscheidung über dessen Denkmalwert. Hierzu ist es erforderlich, alle Umstände zu ermitteln, die für die wissenschaftliche Untersuchung des Wertes erforderlich sind. Da die Einstufung als Denkmal insbesondere für den Eigentümer sehr weitreichende Konsequenzen hat, kann dieser dagegen Klage erheben. Die dabei stattfindende gerichtliche Prüfung der Einstufung erfolgt in Deutschland auf Grund der Denkmalschutzgesetze der Länder. Die für diese Prüfung relevanten Merkmale müssen daher in besonderem Maße bei der Inventarisation berücksichtigt werden.
Die Inventarisation von Denkmälern erfolgt durch die jeweils zuständige Denkmalbehörde. Sie geht in der Regel der Eintragung des Denkmals in eine Denkmalliste voraus. Um zu erreichen, dass die Inventarisationen in den einzelnen Ländern nach einheitlichen Grundsätzen erfolgen, hat die Vereinigung der Landesdenkmalpfleger in der Bundesrepublik Deutschland eine Rahmenrichtlinie erarbeitet. Sie wird in Deutschland durch Richtlinien der Bundesländer ergänzt und weiter ausgeführt.
Einzelne Schritte der Inventarisation sind
- die Benennung des Denkmals, die möglichst mit der historischen Bezeichnung übereinstimmen soll;
- die Zusammenstellung aller Quellen und Traditionen, die in Zusammenhang mit dem Denkmal und dessen Schöpfern stehen, insbesondere auch Abbildungen, das sind vor allem Zeichnungen, Fotografien, Pläne und Karten;
- eine ausführliche Beschreibung des Denkmals, die insbesondere seinen Charakter und die künstlerischen Aspekte von Planung und Ausführung berücksichtigt, und es in den Zusammenhang der allgemeinen Architektur- und Kunstgeschichte stellt;
- die Anfertigung von Illustrationen, insbesondere Grundrisse, Schnittzeichnungen und grafischen Darstellungen von Details;
- die Begründung des Denkmalwertes oder dessen Ablehnung;
- die Publikation in einem Denkmalinventar, meistens unter dem Titel Bau- und Kunstdenkmäler, in vielen Fällen aber auch unter einem abweichenden Titel.

Dabei werden üblicherweise auch bereits zerstörte Denkmäler mit aufgenommen, sofern ihre Bedeutung dies rechtfertigt und genügend Quellen (Pläne, Abbildungen, Beschreibungen usw.) zur Verfügung stehen, um eine Aussage treffen zu können.

### Fundamentalinventarisation

#### Deutschland
Bereits im 18. Jahrhundert gab es Ansätze, Denkmäler in einer Liste zu erfassen. Im Blick standen dabei zunächst bewegliche Kunstwerke, deren Aufnahme z. B. bereits in einer Verfügung des Kirchenrates der Markgrafschaft Baden von 1756 gefordert wird. Jedoch erst zu Beginn des 19. Jahrhunderts kam es zu intensiveren Bemühungen um die Durchführung von Inventarisationen, z. B. in Baden 1811 für römische Altertümer, 1815 in Preußen durch Karl Friedrich Schinkel für Denkmäler allgemein, 1818 in Hessen für Baudenkmäler. Im Rahmen der seit 1824 erscheinenden Beschreibungen der Oberamtsbezirke des Königreichs Württemberg wurden auch viele Informationen zu Bau- und Kunstdenkmälern erfasst.
In der zweiten Hälfte des 19. Jahrhunderts folgte der Bestellung von zentralen Denkmalbehörden für Denkmalschutz und Denkmalpflege die systematische und umfassende Inventarisation der Bau- und Kunstdenkmäler. Sie begann in
- Bremen und Provinz Hessen 1870
- Sachsen 1879 (Beschreibende Darstellung der älteren Bau- und Kunstdenkmäler des Königreichs Sachsen)
- Westfalen 1880 (Die Bau- und Kunstdenkmäler von Westfalen)
- Pommern 1881
- Hessen und Brandenburg 1885
- Baden, Schleswig-Holstein und Thüringen 1887
- Württemberg 1889
- Rheinprovinz 1886 und 1891 (Die Kunstdenkmäler der Rheinprovinz)
- Berlin 1893
- Anhalt 1894
- Bayern 1895 (Die Kunstdenkmäler von Bayern)
- Hohenzollern-Sigmaringen, Mecklenburg-Schwerin, Oldenburg und Braunschweig 1896
- Schaumburg-Lippe 1897
- Hannover 1899

Diese grundlegende und umfassende, daher auch fundamental genannte Inventarisation ist bis heute (2012) nicht abgeschlossen. Die publizierten Ergebnisse dieser Inventarisation werden als Fundamentalinventar oder Großinventar bezeichnet. Bis 1975 waren ca. 600 Bände erschienen.
Die einzelnen Bände sind dabei grundsätzlich topographisch gegliedert, d. h. sie beschreiben die Kunstdenkmäler eines Kreises oder eines Ortes. Bei größeren und bedeutenden Städten können auch mehrere Bände zusammengestellt werden, etwa getrennt nach kirchlichen und profanen Bauten. Besonders bedeutende Denkmäler wie etwa Dome werden dann mitunter auch noch in eigenen Bänden behandelt.
Obwohl diese Inventarisation umfassend konzipiert war, wurden zunächst nur Denkmäler aus dem Mittelalter und der Renaissance erfasst. Erst später kamen Denkmäler des Barock und jüngerer Baustile dazu. Auch wurden bevorzugt kirchliche Denkmäler aufgenommen. Da mittlerweile auch Denkmäler des 19. Jahrhunderts, also aus dem Historismus und dem 20. Jahrhundert berücksichtigt werden, ist der Umfang der zu leistenden Aufgabe erheblich angewachsen. Auch hierdurch erklärt sich, dass mitunter Jahrzehnte vergehen, bis die Arbeit an einem Inventarband abgeschlossen werden kann. Auch deshalb werden in vielen Bundesländern praktisch nur noch die Bände der Denkmaltopographie erarbeitet, welche die Denkmallandschaften überblickshaft erfassen und sich auf Kurzbeschreibungen noch vorhandener Denkmäler beschränken.

#### Schweiz
In der Schweiz erscheint mit der Buchreihe Die Kunstdenkmäler der Schweiz seit 1927 ein von der Gesellschaft für Schweizerische Kunstgeschichte herausgegebenes Großinventar, von dem bisher 119 Bände dieses Denkmalinventars erschienen  sind (Stand November 2011).

#### Liechtenstein
Die für die Schweiz zuständige Gesellschaft für Schweizerische Kunstgeschichte erarbeitet gemeinsam mit dem Historischen Verein für das Fürstentum Liechtenstein als Sonderreihe das Inventar Kunstdenkmäler des Fürstentums Liechtenstein. Nach der ersten Ausgabe von 1950 wird seit 1999 eine Zweitinventarisierung durchgeführt, die 2011 abgeschlossen sein sollte.

### Schnellinventarisation
Da bereits Ende des 19. Jahrhunderts erkennbar wurde, dass die Bearbeitung der Fundamentalinventarisation noch viele weitere Jahrzehnte erfordern würde, machte Georg Dehio den Vorschlag, eine verkürzte und beschleunigte Inventarisation von ausgewählten Denkmälern durchzuführen, die später als Schnellinventarisation bezeichnet wurde. Er wurde vom Tag der Denkmalpflege 1900 angenommen und damit die Bearbeitung des Handbuchs der deutschen Kunstdenkmäler (kurz Dehio oder Dehio-Handbuch) in Gang gesetzt. 
Ein im Rahmen einer Schnellinventarisation publiziertes Inventar heißt Kurzinventar.
Da einerseits auch 100 Jahre nach Beginn der Inventarisation noch kein Abschluss der Arbeiten der Fundamentalinventarisation abzusehen war, andererseits die qualitative Auswahl des Dehio-Handbuches viele Denkmäler unberücksichtigt ließ, beschlossen 1980 die Leiter der Landesdenkmalbehörden die Bearbeitung der Denkmaltopographie Bundesrepublik Deutschland, die einen Kompromiss aus exakter Bearbeitung, umfassender Auswahl und schneller Erscheinungsweise zu erreichen sucht. In ihrem Rahmen erfolgen derzeit (2012) die meisten Arbeiten im Rahmen der Denkmalinventarisation.